# Cratere Odikha
Odikha  è un cratere sulla superficie di Venere.